# Koniarovce
Koniarovce este o comună slovacă, aflată în districtul Topoľčany din regiunea Nitra. Localitatea se află la altitudinea de 156 m deasupra n.m., se întinde pe o suprafață de 3,6 km2 și în 2017 număra 632 de locuitori.

## Istoric
Localitatea Koniarovce este atestată documentar din 1264.

## Demografie
| An:                | 1994 | 2004   | 2014   | 2024   |
| ------------------ | ---- | ------ | ------ | ------ |
| Număr de persoane: | 623  | 625    | 648    | 661    |
| Diferență:         |      | +0,32% | +3,68% | +2,00% |

| An:                | 2023 | 2024   |
| ------------------ | ---- | ------ |
| Număr de persoane: | 662  | 661    |
| Diferență:         |      | −0,15% |